# Równikowy Prąd Wsteczny
Równikowy Prąd Wsteczny – prąd morski na Pacyfiku i Oceanie Indyjskim płynący w kierunku wschodnim w okolicach 5 stopnia szerokości geograficznej północnej. Prądem tym wraca woda 
przeniesiona na zachód przez prądy Południoworównikowy i Północnorównikowy.